# 후이 조르즈
후이 조르즈 드 소자 디아스 마세두 드 올리베이라(포르투갈어: Rui Jorge de Sousa Dias Macedo de Oliveira, 1973년 3월 27일 ~ ), 약칭 후이 조르즈(포르투갈어: Rui Jorge)는 포르투갈의 전직 프로 축구 선수이자 현재 포르투갈 U-21 국가대표팀의 감독이다. 현역 시절 포지션은 레프트백이었다.
그는 15년간의 시니어 경력 중 14시즌을 프리메이라리가에서 활약했으며, 주로 포르투와 스포르팅 CP 소속으로 뛰었다. 이 대회에서 292경기에 출전하여 7골을 기록했다. 포르투갈 국가대표팀 소속으로는 2002년 FIFA 월드컵과 두 차례의 UEFA 유럽 축구 선수권 대회에 참가했다.
33세에 선수 생활을 마친 후, 후이 조르즈는 지도자로 전향하여 벨레넨스스에서 짧은 기간 감독직을 맡으며 경력을 시작했다. 그는 2010년에 포르투갈 U-21 국가대표팀 감독으로 임명되었다.

## 구단 경력
후이 조르즈는 포르투갈 포르투현의 빌라노바드가이아에서 태어났다. 지역 팀 FC 포르투의 유소년 시스템을 거쳐 성장한 그는 세군다리가 소속 히우 아브 FC에서 프로 데뷔를 했으며, 한 시즌 후인 1992년에 자신의 첫 클럽으로 복귀했다. FC 포르투에서는 확고한 주전으로 자리매김하지는 못했으며, 여섯 시즌 동안 20경기 이상 출전한 것은 두 번뿐이었다. 그럼에도 그는 이 북부 팀이 프리메이라리가 5회 우승과 국내 컵대회 3회 우승을 차지하는 데 일조했다.
1998년 7월, 후이 조르즈는 스포르팅 CP와 계약을 맺었고, 이후 7년간 그곳에 머물렀다. 그는 대부분의 기간 동안 주전으로 활약했으며, 이 팀에서 리그 우승 2회를 추가했고, 2002년에는 더블을 달성했다. 2005–06년 시즌에는 또 다른 리스본 클럽인 CF 벨레넨스스에서 활약했으며, 이후 33세의 나이로 은퇴했다. 공식 경기 400경기 이상에 출전한 그는 마지막 소속팀의 유소년 코칭 스태프로 합류하며 지도자 경력을 시작했다.

## 국가대표팀 경력
후이 조르즈는 1994년 UEFA 유럽 선수권 대회 결승전에서 이탈리아에게 2–1로 패한 포르투갈 U-21 국가대표팀과, 1996년 미국에서 열린 1996년 하계 올림픽에서 4위를 차지한 올림픽 국가대표팀에서 뛰었다. 그는 또한 성인 국가대표팀에서 45경기에 출전했으며, 그중 두 경기는 포르투 소속일 때, 43경기는 스포르팅 CP 소속일 때 기록했다. 그는 2001년 9월 1일, 안도라와의 원정 경기에서 7–1로 승리하는 동안 한 골을 넣었다. 그의 첫 경기는 1994년 4월 20일, 노르웨이와의 친선 경기 (0–0 무승부)였으며, 그는 UEFA 유로 2000, 2002년 FIFA 월드컵, UEFA 유로 2004에서 자신의 나라를 대표했다.
후이 조르즈의 자국에서 열린 UEFA 유로 2004 출전은 그가 그해 2월, 부데소니드에 대해 양성 반응을 보이면서 위태로워졌다. 그는 이 물질이 자신의 비염을 위한 의학적으로 권장된 스프레이에서 나온 것이라고 말했다. 그의 징계는 5월에 해제되었고, 책임은 그의 의학적 면책을 당국에 알리지 않은 스포르팅에 있다고 여겨졌다. 대회에서, 그는 개막전에서 그리스에게 2–1로 패한 후 루이스 펠리피 스콜라리에 의해 제외된 네 명의 선수들 (그중 세 명은 수비수) 중 하나였으며, 이후 대회에서 다시 출전하지 않았다. 포르투갈은 같은 팀에게 결승전에서도 패했다.

## 감독 경력
2009년 5월, 후이 조르즈는 시즌의 마지막 두 경기를 위해 벨레넨스스의 감독으로 임명되었으며, 이는 팀이 SC 브라가에게 0–5로 홈에서 패한 후 자이므 파셰쿠를 이어받은 것이었다. 팀은 결국 꼴찌에서 두 번째로 순위를 마쳤다(이후 복권됨). 시즌이 끝난 후, 그는 유소년 부문으로 돌아갔다.
2010년 11월 19일, 후이 조르즈는 포르투갈 U-21 국가대표팀의 수장 자리를 오세아누 크루즈로부터 이어받았다. 그는 팀을 체코에서 열린 2015년 UEFA U-21 축구 선수권 대회 본선에 진출시켰으며, 예선 단계에서 10경기 모두 승리했다. 본선에서는 결승전에서 스웨덴에게 승부차기 끝에 패하면서 준우승을 차지했다.
후이 조르즈는 브라질에서 열린 2016년 하계 올림픽에서도 포르투갈을 지휘했으며, 8강전에서 독일에게 4–0으로 패했다. 그는 또한 2017년 UEFA U-21 축구 선수권 대회에서도 팀을 지휘했는데, 그 대회는 조별 리그 탈락으로 끝났다. 2017년 10월 10일, 이 대회의 예선 무대에서 6년 만의 첫 패배를 기록했으며, 그날 그는 보스니아 헤르체고비나 원정에서 팀이 3–1로 패한 경기에서 벤치에 있었다.
2020년 11월, 이미 2021년 UEFA U-21 축구 선수권 대회 본선 진출을 확정지은 상태에서, 후이 조르즈는 감독직 10주년을 기념했다. 그 시점에서 그는 유럽에서 가장 오랜 기간 재직한 U-21 감독이었으며, 전 세계적으로도 단 네 명의 성인 국가대표팀 감독만이 그보다 더 오래 재임 중이었다. 이듬해 6월, 헝가리와 슬로베니아에서 열린 본선에서 그의 팀은 준우승을 차지했다.